# 兵庫県道140号長安寺篠山線
兵庫県道140号長安寺篠山線（ひょうごけんどう140ごう ちょうあんじささやません）は、兵庫県丹波篠山市を通る一般県道である。

## 概要
丹波篠山市長安寺から丹波篠山市西岡屋に至る。

### 路線データ
- 起点：丹波篠山市長安寺（長安寺交差点、国道176号交点）
- 終点：丹波篠山市西岡屋（西岡屋交差点、兵庫県道77号篠山山南線交点）
- 総延長：6.042 km

## 路線状況

### 道路施設

#### 橋梁
- 新宮田橋（宮田川、丹波篠山市）

## 地理

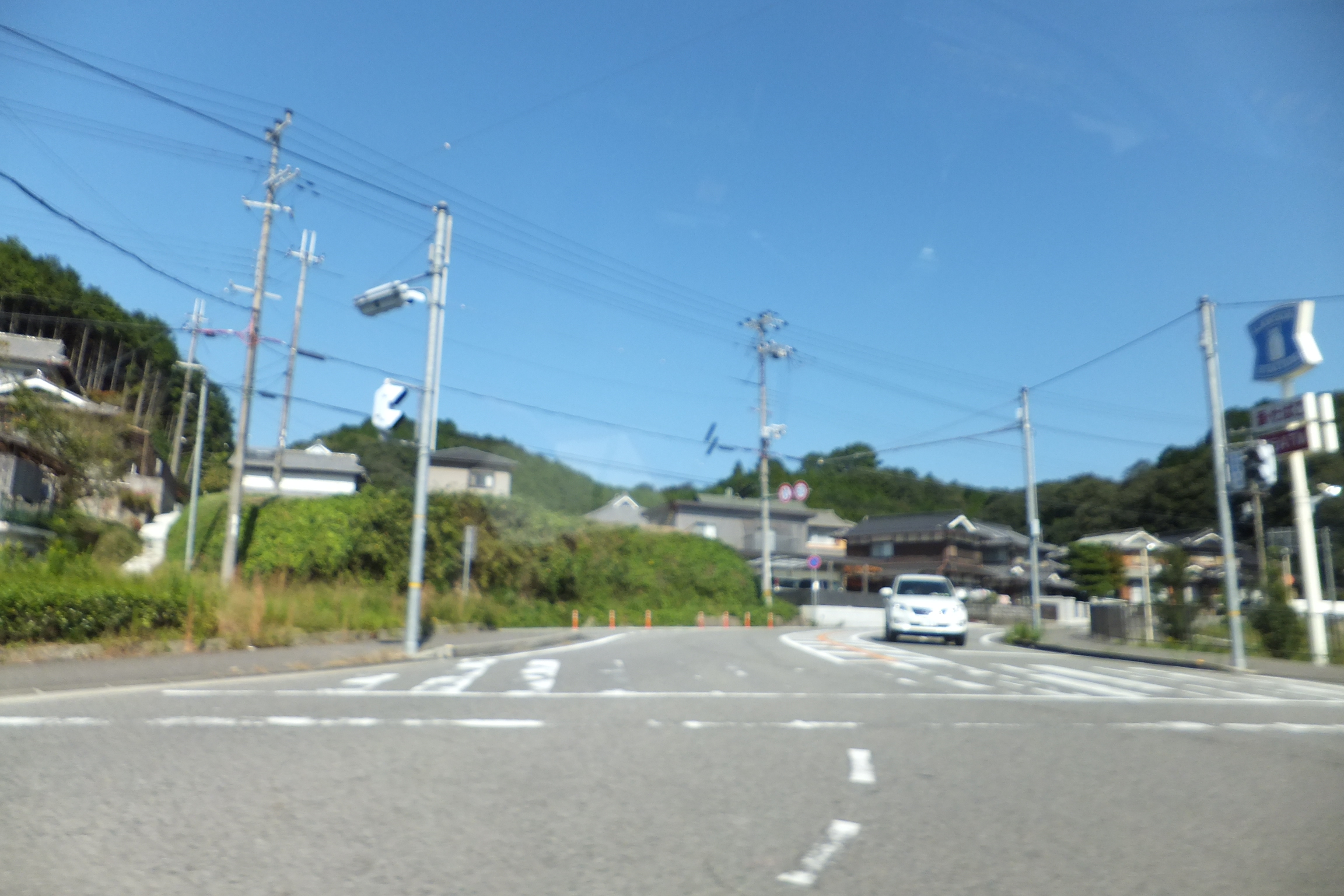
起点付近
篠山市長安寺で撮影

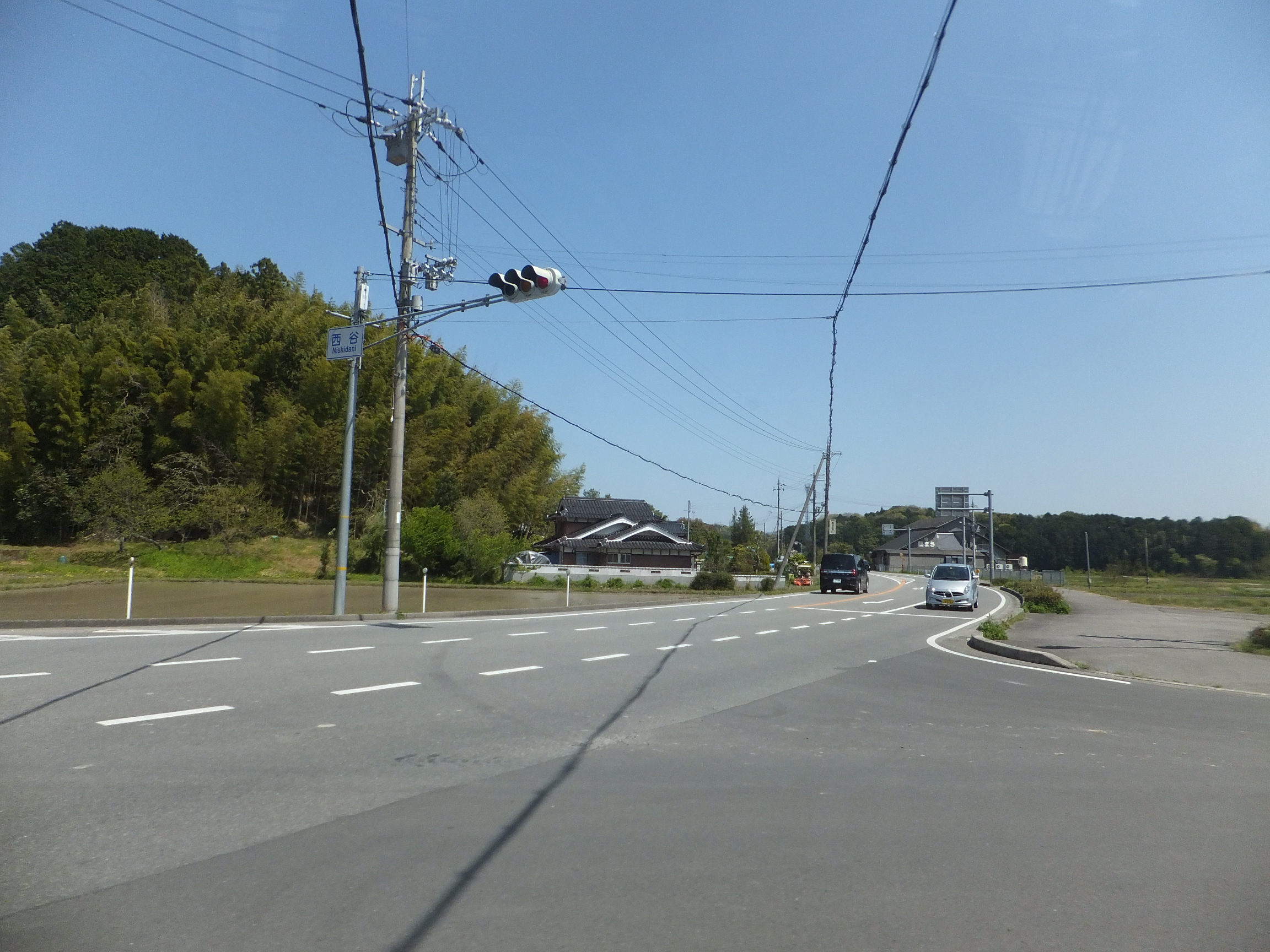
篠山市西谷で撮影

### 通過する自治体
- 兵庫県
  - 丹波篠山市

### 交差する道路
| 交差する道路                     | 交差する場所 | 交差する場所        |
| -------------------------------- | ------------ | ------------------- |
| 国道176号                        | 長安寺       | 長安寺交差点 / 起点 |
| 兵庫県道・京都府道97号篠山三和線 | 宮田         | 宮田交差点          |
| 兵庫県道301号本郷東浜谷線        | 東浜谷       | 岡野小学校前交差点  |
| 兵庫県道77号篠山山南線           | 西岡屋       | 西岡屋交差点 / 終点 |

### 沿線
- E27 舞鶴若狭自動車道 西紀SA
- 丹波篠山市立西紀中学校
- 東浜谷郵便局
- 丹波篠山市立岡野小学校
- 兵庫県立篠山産業高等学校